# Granat No 1
No 1 – holenderski granat obronny pochodzący z okresu II wojny światowej. Był wyposażony w zapalnik No 12. Po wojnie zmodernizowano go poprzez wyposażenie w nowy zapalnik No 19C2/20. Granat No 1 posiada korpus żeliwny.
Granat nie jest już produkowany, ale do lat 90. znajdował się na uzbrojeniu armii holenderskiej.